# 北邦野草園
北邦野草園（ほっぽうやそうえん）は、北海道上川郡鷹栖町にある植物園である。鷹栖町域にあるが、運営管理は旭川市が行っている。
北方系植物の野草園としては国内最大の規模を誇る。
約600種の動植物が生息し、貴重な環境が残されている。

## 主な植物
- エゾエンゴサク
- カタクリ
- エゾノリュウキンカ（ヤチブキ）
- ザゼンソウ
- エンレイソウ
- シラネアオイ
- スズラン

など

## 施設
- 冬季閉園

## 交通
自家用車
- 旭川市中心部から車で20分。

鉄道
- JR函館本線が近くを通っているが、駅は設置されていない。かつて近隣に臨時駅が設置されたこともあった。
- 最寄り駅は、JR函館本線　近文駅だが、徒歩で25分かかる。

バス
- 森山病院前バス停から旭川電気軌道バスで25分程度。北邦野草園入口下車。